# Saint-Denis-la-Chevasse
Saint-Denis-la-Chevasse é uma comuna francesa na região administrativa da Pays de la Loire, no departamento de Vendéia. Estende-se por uma área de 39,47 km². Em 2010 a comuna tinha 2 386 habitantes (densidade: 60,5 hab./km²).